# Thought Industry
Thought Industry byla americká thrashmetalová kapela z města Kalamazoo v Michiganu založená roku 1989 (předchůdkyní byla v 80. letech skupina Desacrator) zpěvákem a baskytaristou Brentem Oberlinem, kytaristy Christopherem Simmondsem a Stevem Spaethem a bubeníkem Dustinem Donaldsonem. Později se tvorba Thought Industry přesunula do vod alternativního rocku a art rocku. V letech 1998–2002 používala název The Thought Industry.
Debutové studiové album Songs for Insects vyšlo v roce 1992 pod hlavičkou hudebního vydavatelství Metal Blade Records, kterému kapelu doporučil baskytarista Jason Newsted z Metallicy.

## Diskografie
Dema
- Thought Industry (1990)

Studiová alba
- Songs for Insects (1992)
- Mods Carve the Pig: Assassins, Toads and God's Flesh (1993)
- Outer Space Is Just a Martini Away (1996)
- Black Umbrella (1997)
- Short Wave on a Cold Day (2001)

Singly
- Gelatin (1993)

Kompilační alba
- Recruited to Do Good Deeds for the Devil (1998)